# Echinogorgia modesta
Echinogorgia modesta är en korallart som beskrevs av Studer 1889. Echinogorgia modesta ingår i släktet Echinogorgia och familjen Plexauridae. Inga underarter finns listade i Catalogue of Life.